# PDF Expert
PDF Expert — програмне забезпечення для роботи з PDF форматом розроблене компанією Readdle для iPhone, iPad and Mac. Дозволяє користовачу читати, анотувати та редагувати PDF-документи, змінювати текст та картинки, заповнювати форми та підписувати контракти.